# سیارک ۲۴۱۰۵
سیارک ۲۴۱۰۵ (به انگلیسی: 24105 Broughton، نامگذاری:1999VE10) بیست و چهار هزار و صد و پنجمین سیارک کشف شده‌است که در ۹ نوامبر ۱۹۹۹ کشف شد.
قدر مطلق سیارک برابر ۲۴.۵ است.